# Fakhr al-Dïn (historien)
Pour les articles homonymes, voir Fakhr al-Dïn.
 (mars 2018).
Fakhr al-Dïn est un historien musulman du XIIIe siècle, auteur d'une Histoire chronologique des dynasties, qui n'est qu'une histoire des califes jusqu'à la destruction du califat en 1258. Elle est conservée en manuscrit à la Bibliothèque nationale de France.
Antoine-Isaac Sylvestre de Sacy en a donné des extraits dans sa Chrestomathie arabe. Georg Freytag (Bonn, 1823), Auguste Cherbonneau (Paris, Journal asiatique), en ont traduit des parties importantes.

## Source
Cet article comprend des extraits du Dictionnaire Bouillet. Il est possible de supprimer cette indication, si le texte reflète le savoir actuel sur ce thème, si les sources sont citées, s'il satisfait aux exigences linguistiques actuelles et s'il ne contient pas de propos qui vont à l'encontre des règles de neutralité de Wikipédia.